# Kis-My-Ft2 Debut Tour 2011 Everybody Go at 横浜アリーナ 2011.7.31
『Kis-My-Ft2 Debut Tour 2011 Everybody Go at 横浜アリーナ 2011.7.31』（キスマイフットツー デビュー・ツアー　ニセンジュウイチ　エブリバディ・ゴー アット よこはまアリーナ）は、Kis-My-Ft2の2枚目のBlu-ray。

## 概要
2011年7月から8月まで行われたデビュー記念全国ツアー「Kis-My-Ft2 Debut Tour 2011 Everybody Go」から、7月31日開催の横浜アリーナ公演を収録。
同時発売されたDVD「Kis-My-Ftに逢えるde Show vol.3 at 国立代々木第一体育館 2011.2.12」とセットになった初回生産限定盤、本作品のみの通常盤が発売されたが、2015年1月7日に本作品のBlu-ray盤も発売され、計3種類で発売。
今作収録の「Everybody Go」「S.O.KISS」は、後に2ndベストアルバム「BEST of Kis-My-Ft2」通常盤特典映像「ファン投票 BEST of LIVE SETLIST」にも収録。

## 収録内容

### 本編映像
※カッコ内は原曲アーティスト。
1. Everybody Go
2. Kis-My-Me-Mine
3. 若者たち
4. S.O.KISS
5. -Medley-　
  1. 海賊
  2. T song 1～CAN TRY - 玉森裕太
  3. My Love
  4. 雨
  5. Hair
  6. Ready?
6. No.1 Friend - 北山宏光・藤ヶ谷太輔
7. SHOOTING STARS
8. 永遠のチケット
9. Kis-My-LAND
10. テンション
11. 3D Girl
12. Exit - 千賀健永
13. Rocking Party - 北山宏光・藤ヶ谷太輔・玉森裕太
14. 世界は僕らを待っている（ジャニーズJr.）- 横尾渉・宮田俊哉・二階堂高嗣・千賀健永
15. 祈り
16. FIRE BEAT
17. KISS FOR U
18. Brand New Season
19. 千年のLove Song
20. Endless Road

Encore
1. Everybody Go

Encore2
1. WINNING RUN（光GENJI）
2. Smile

### 特典映像
※Blu-rayのみ
1. 各会場メンバーMC集

## ツアー詳細
『Kis-My-Ft2 Debut Tour 2011 Everybody Go』（キスマイフットツー デビュー ツアー にせんじゅういち エブリバディ ゴー）は、2011年7月から8月まで行われたKis-My-Ft2のデビュー記念全国ツアー。

### 概要
7月29日の横浜アリーナ公演で、追加公演『Kis-My-Ft2 Debut Tour 2011 Everybody Go to TOKYO DOME』（2011年8月28日）を東京ドームで開催されることが発表された。また、CDデビューから18日での東京ドーム公演は史上最速記録。
東京ドーム公演ダイジェスト映像は、2ndシングル「We never give up!」初回生産限定盤＜東京ドーム盤＞特典DVDに収録され、同公演で披露した「Everybody Go」の音源も2ndシングルローソン・HMV盤に収録された。

### 日程
| 公演日        | 開演時間 | 会場                                    |
| ------------- | -------- | --------------------------------------- |
| 2011年7月9日  | 18:00    | 北海道立総合体育センター                |
| 2011年7月10日 | 17:00    | 北海道立総合体育センター                |
| 2011年7月23日 | 18:00    | 広島グリーンアリーナ                    |
| 2011年7月24日 | 15:00    | 広島グリーンアリーナ                    |
| 2011年7月29日 | 18:00    | 横浜アリーナ                            |
| 2011年7月30日 | 13:00    | 横浜アリーナ                            |
| 2011年7月30日 | 17:00    | 横浜アリーナ                            |
| 2011年7月31日 | 13:00    | 横浜アリーナ                            |
| 2011年7月31日 | 17:00    | 横浜アリーナ                            |
| 2011年8月11日 | 17:00    | マリンメッセ福岡                        |
| 2011年8月17日 | 18:00    | 大阪城ホール                            |
| 2011年8月18日 | 13:00    | 大阪城ホール                            |
| 2011年8月18日 | 17:00    | 大阪城ホール                            |
| 2011年8月20日 | 18:00    | 名古屋市総合体育館 （日本ガイシホール） |
| 2011年8月21日 | 13:00    | 名古屋市総合体育館 （日本ガイシホール） |
| 2011年8月21日 | 17:00    | 名古屋市総合体育館 （日本ガイシホール） |
| 2011年8月28日 | 17:00    | 東京ドーム                              |